# Arte greco-buddista

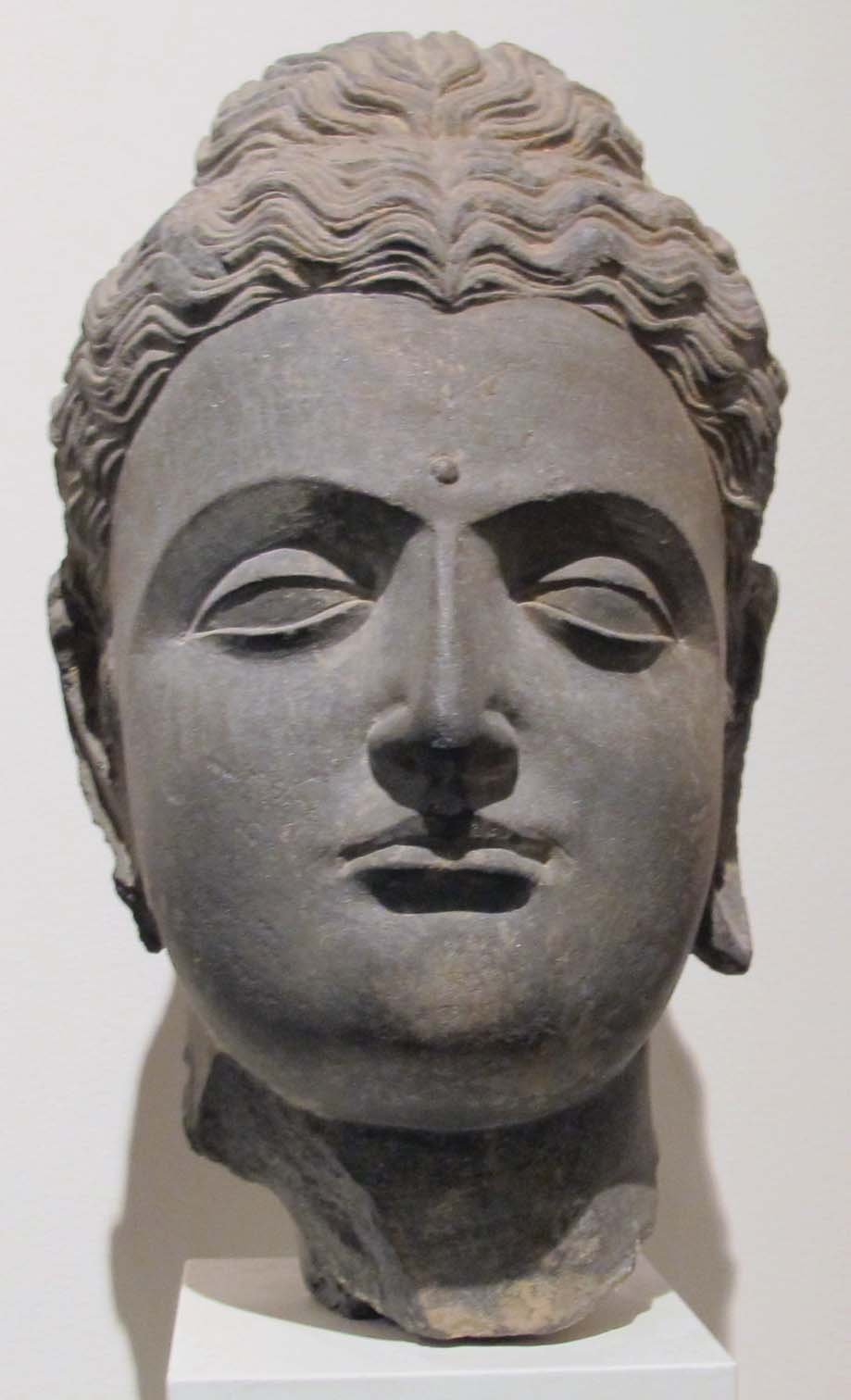
Testa di Buddha proveniente dal Gandhāra (Museo Guimet)

L'arte greco-buddista è la manifestazione artistica del buddismo greco, opera di sincretismo tra la cultura dell'antica Grecia e il buddismo; sviluppatosi entro un periodo di circa mille anni nei territori dell'Asia centrale, a partire dalle conquiste effettuate in quei territori da Alessandro Magno nel IV secolo a.C. fino all'espansione islamica dal VII secolo in poi, si concluse poi con l'invasione musulmana del subcontinente indiano.
L'arte greco-buddista si caratterizza per il forte senso di realismo idealistico che emana e per l'espressione sensuale, provenienti direttamente dall'arte ellenistica; le prime rappresentazioni del Buddha in forma umana hanno contribuito a definire il canone artistico (ed in particolare quello scultoreo) per lo sviluppo espressivo dell'arte buddista in tutto il continente asiatico fino all'età contemporanea. È anche uno dei maggior esempi di cultura sincretica nata dalla commistione delle tradizioni orientali ed occidentali.
Le origini dell'arte greco-buddista sono presenti, dal periodo ellenistico, nel regno greco-battriano (250-130 a.C.) il quale estendeva i propri domini nei territori in cui si trova l'attuale Afghanistan; da qui la cultura ellenistica si irradiò presto in direzione dell'India, con l'istituzione del regno indo-greco (180-10 a.C.). Sotto gli indo-greci e poi con l'impero Kusana, l'interazione tra cultura greca e buddista si ampliò sino a fiorire nella zona comprendente il Regno di Gandhāra, nella regione a nord dell'attuale Pakistan.
Si diffuse quindi ulteriormente in territorio indiano, influenzando l'arte della città di Mathura, quindi per riverbero anche l'arte induista dell'impero Gupta; da qui finì con l'estendersi anche al resto del sudest asiatico. L'influenza dell'arte greco-buddista ebbe una sua importanza e diffusione notevole pure verso il nord in Asia centrale, dando un forte impatto alle composizioni artistiche del bacino del Tarim e, in ultima analisi, alle forme dell'arte cinese, dell'arte coreana e - pur in minore misura - dell'arte giapponese.

## Arte ellenistica in Asia meridionale

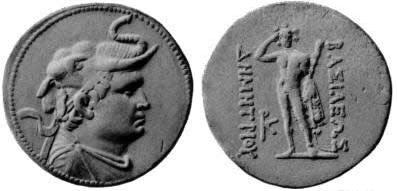
Moneta d'argento raffigurante il re Demetrio I di Battria (200-180 a.C.), che indossa un copricapo a forma di elefante a simboleggiare l'avvenuta conquista dell'India. Il verso rappresenta invece Eracle che tiene in mano una pelle di leone.

Potenti stati ellenistici furono istituiti nelle regioni della Battriana e di Sogdiana, poi dell'India settentrionale, per i tre secoli seguenti alle conquiste effettuate da Alessandro intorno al 330 a.C.: l'impero seleucide fino al 250 a.C., seguito dal regno greco-battriano fino al 130 a.C., per poi concludersi col regno indo-greco dal 180 al 10 a.C.
Gli esempi più chiari di arte ellenistica si ritrovano nelle monete reali del periodo greco-battriano, come quelle raffiguranti Demetrio I di Battria. Molte monete dei sovrani greco-batriani sono state rinvenute, tra cui le monete d'oro più grandi mai coniate all'interno del mondo ellenistico, collocandosi inoltre tra i migliori esempi di raffinatezza artistica e tecnica: essi mostrano un livello di individualità dalle spesso assai più blande descrizioni dei loro contemporanei in Occidente.
Questi regni fondarono città direttamente sul modello greco, come ad esempio Ai-Khanum in Battria, che mostrano impronte puramente ellenistiche nelle caratteristiche architettoniche, nella statuaria, nei resti di stampe di papiri aristotelici e nella monetazione . Questi elementi greci penetrarono nel nordovest dell'India in seguito all'invasione greco-battriana avvenuta nel 180 a.C., allorché venne istituito il regno indo-greco nel nord del subcontinente indiano.
Città greche fortificate, tra le quali Sirkap nell'odierno Pakistan settentrionale, furono fondate. I siti architettonici utilizzano i motivi decorativi ellenistici come ghirlande di frutta e pergamene; si trovano poi tavolozze di pietra per olio aromatico e che rappresentano temi puramente ellenistici, come una Nereide in groppa al mostro marino Ketos.

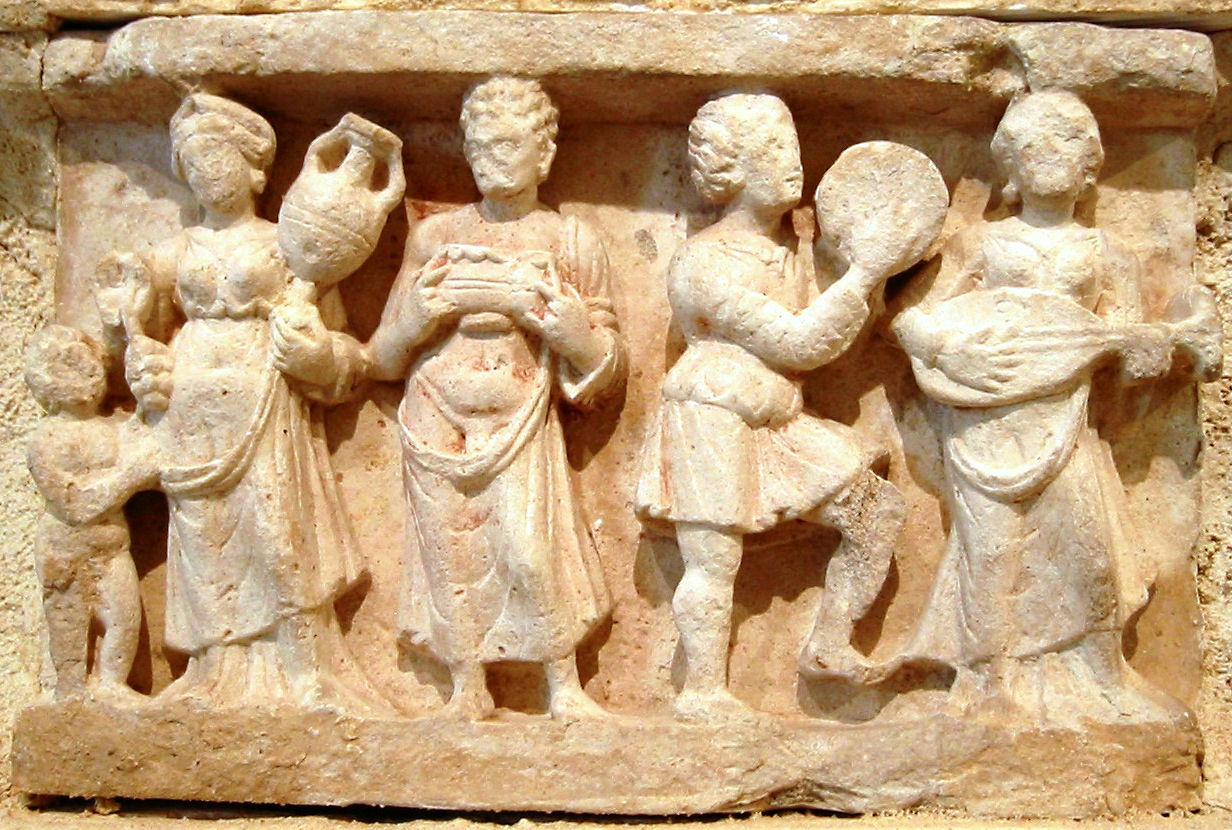
Banchetto in stile greco tra vino e musica. Dettaglio proveniente dallo stupa di Chakhil-i-Ghoundi nel sito di Hadda (I-II secolo).

Nel sito archeologico di Hadda in Afghanistan si possono incontrare divinità ellenistiche come Atlante (mitologia); sono inoltre raffigurati gli dèi del vento, che interesserà la rappresentazione delle divinità dell'aria fino in Giappone. Scene dionisiache raffigurano persone in abiti di stile classico intente a bere vino dalle anfore e a suonare con vari strumenti.

## Interazione
Non appena i greci invasero l'India per formare il regno indo-greco incominciò ad apparire una fusione tra gli elementi ellenistici e quelli buddisti, incoraggiata anche dalla benevolenza dei sovrani greci nei confronti della spiritualità buddista. Una tale tendenza artistica si è poi sviluppata attraverso i secoli e sembrò ulteriormente svilupparsi durante l'impero Kusana a partire dal I secolo d.C.

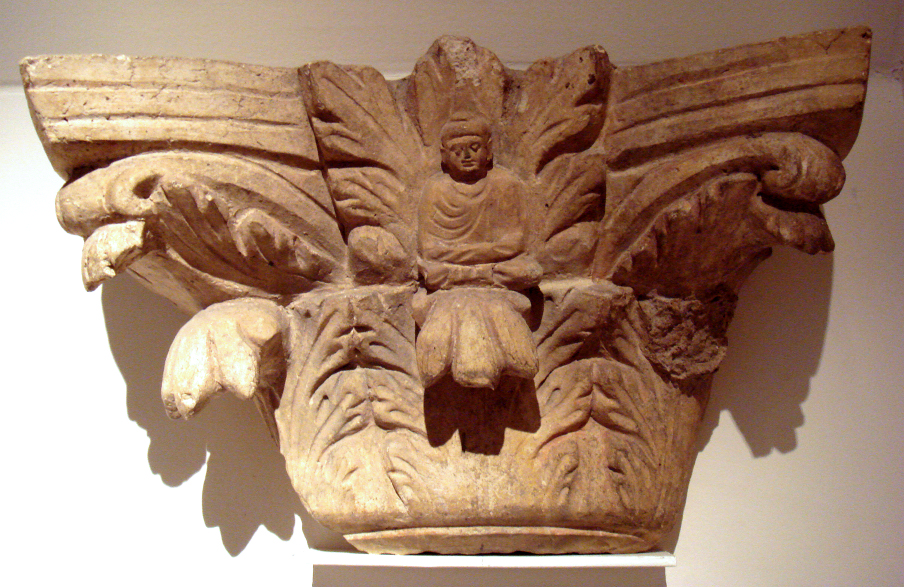
Un capitello indo-corinzio con il Buddha al suo centro (Gandhāra, III-IV secolo).

### Modello artistico
L'arte greco-buddhista descrive la vita di Gautama Buddha in un modo visivo, incorporando probabilmente modelli e concetti che erano a disposizione degli artisti in quel momento storico.
Le figurazioni di Bodhisattva vengono dipinte come fossero principi indiani a torso nudo e ingioiellati, mentre il Buddha come fosse un re greco che indossa una specie di toga o himation. Gli edifici in cui sono raffigurati incorporano lo stile greco, con l'onnipresente capitello indo-corinzio e volute decorative di tipo greco; il pantheon circostante forma una commistione tra divinità greche (oltre ad Atlante anche Eracle) e divinità induiste (ad esempio Indra).

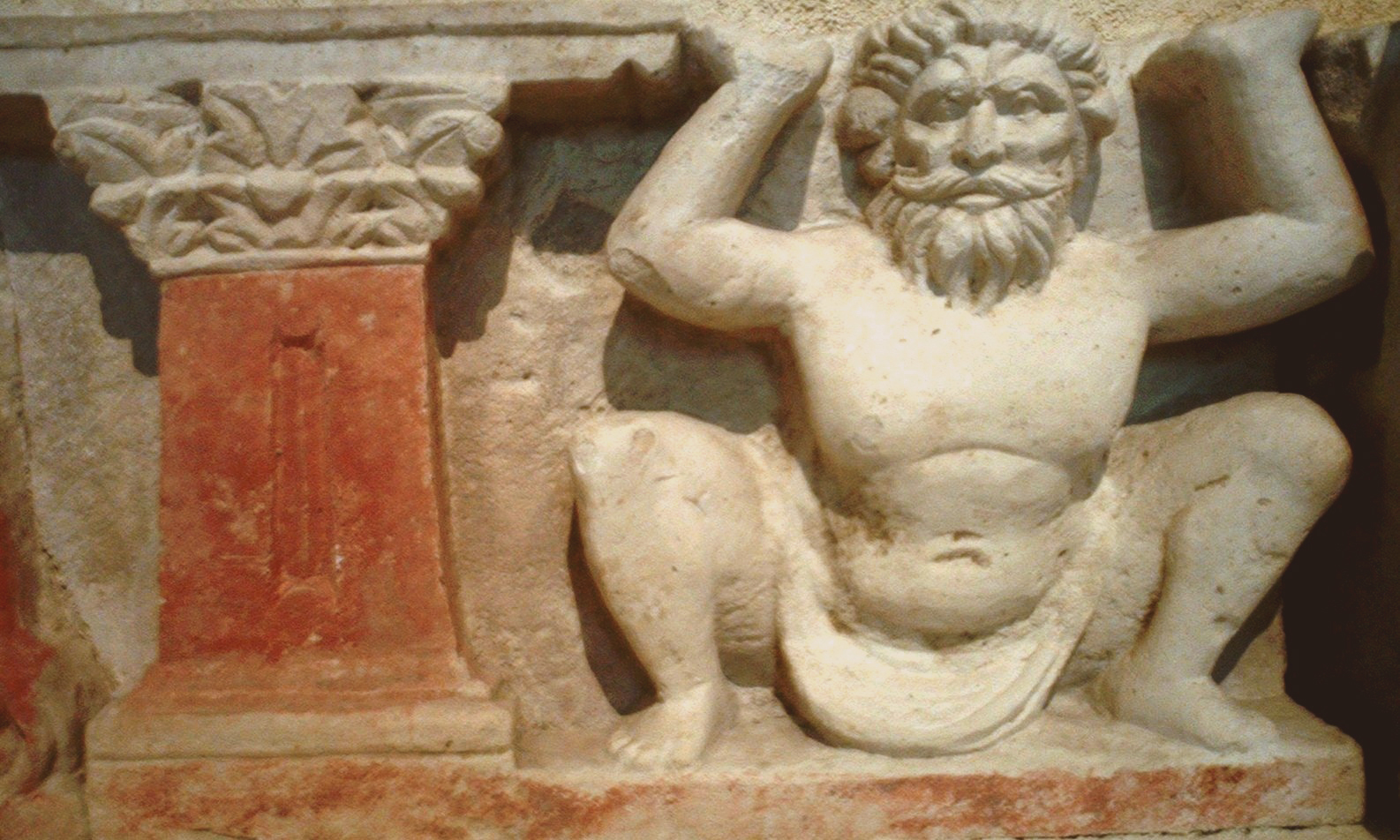
Il titano Atlante che sostiene un monumento buddista a Hadda.

### Materiali
Lo stucco così come la pietra, è stato ampiamente utilizzato dagli scultori di Gandhāra per la decorazione di edifici monastici e di culto. Lo stucco ha fornito l'artista con un mezzo di grande plasticità, consentendo un alto grado di espressività da dare alla scultura. Scolpire in stucco era popolare ovunque nell'arte buddista e si diffuse dal regno di Gandhāra alla piana indo-gangetica, all'Afghanistan e all'Asia centrale fino in Cina.

### Evoluzione stilistica
Stilisticamente l'arte greco-buddista ha iniziato presto ad essere estremamente raffinata e realistica, come nell'apparenza data ai vari Buddha in piedi, con un trattamento realistico delle pieghe delle vesti - dando un accenno di volume al modellato - che in alcuni casi caratterizza il miglior lavoro greco. Col tempo ha però perduto questo sofisticato realismo divenendo progressivamente più simbolico e decorativo nel corso dei secoli.

### Architettura
La presenza di stupa presso la città indo-greca di Sirkap fatta costruire da Demetrio I di Battria intorno al 180 a.C. indica la presenza di un forte sincretismo tra l'ellenismo e la fede buddista, assieme con le altre religioni presenti nel territorio quali l'induismo e lo zoroastrismo. Lo stile è greco, ornato da colonne corinzie in un'ottima esecuzione ellenistica.

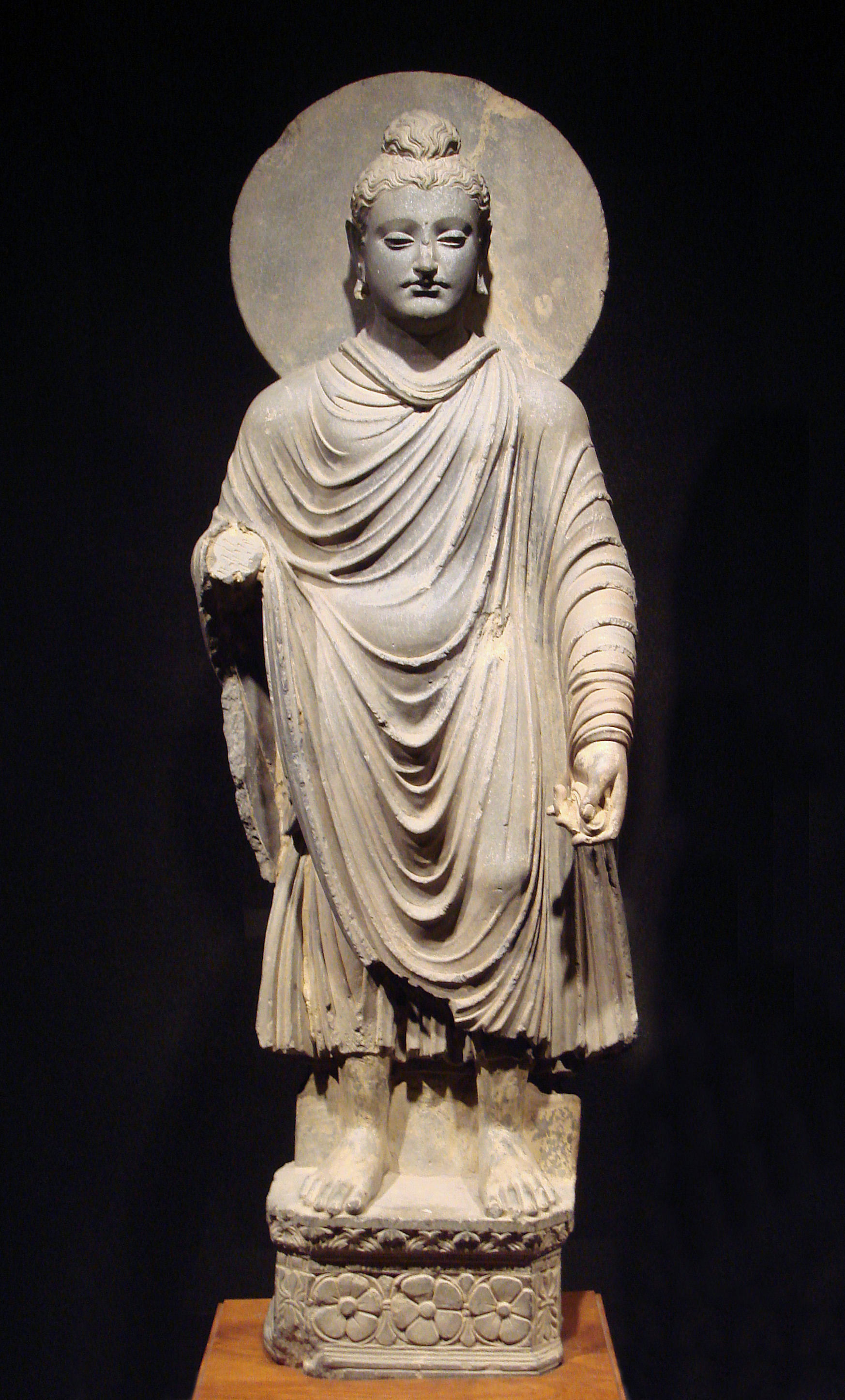
Una delle prime rappresentazioni del Buddha (I-II secolo) proveniente dal Gandhāra, Pakistan. Buddha stante (Museo nazionale di Tokyo).

### Buddha
Tra il II secolo a.C. e il I secolo d.C. vennero prodotte le prime raffigurazioni antropomorfiche del Buddha, che erano rimaste del tutto assenti dai precedenti stadi dell'arte buddista, preferendo fino allora rappresentare l'Illuminato attraverso simboli come lo stupa, l'albero della Bodhi, un posto vuoto, la ruota o delle impronte. Ma l'innovazione dell'immagine antropomorfa del Buddha raggiunse immediatamente un altissimo livello di sofisticazione scultorea, naturalmente ispirato dagli stili della scultura ellenistica.
Molti degli elementi stilistici presenti nelle rappresentazioni del Buddha hanno punti di contatto che li immettono nell'alveo dell'influenza Greca: l'himation, la veste ondeggiante che copre entrambe le spalle (prima di questa innovazione i personaggi buddisti vengono sempre rappresentati con un dhoti), la presenza del nimbo, il contrapposto nella posizione delle figure verticali, i capelli ricci stilizzati con un nodo in cima apparentemente derivato dallo stile dell'Apollo del Belvedere (330 a.C.) e la qualità misurata dei volti, il tutto reso con il forte senso di realismo dell'arte greca.
Alcuni dei Buddha in piedi sono scolpiti con la specifica tecnica greca di rendere le mani e talvolta i piedi in marmo, per aumentarne l'effetto realistico, lasciando il resto del corpo in un altro materiale. Il critico d'arte Foucher ha considerato questo Buddha ellenistico in piedi come "la più bella e probabilmente la più antica statua di Buddha" datandone l'inizio al I secolo a.C., il che la rende il punto di partenza di tutte le successive rappresentazioni antropomorfe di Buddha.

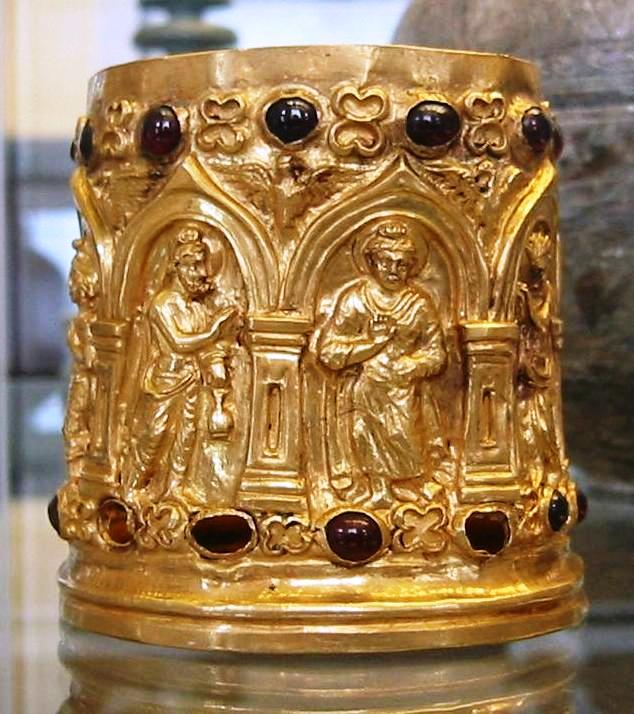
Il reliquiario di Bimaran.

#### Sviluppo
Vi è un certo dibattito per quanto riguarda la data esatta d'avvio per lo sviluppo della seguente rappresentazione antropomorfa di Buddha, e questo ha un impatto sul fatto che l'innovazione sia provenuta direttamente dal regno indo-greco (180-10 a.C.), oppure sia stato uno sviluppo successivo degli Indo-sciti, del regno indo-parto (10 a.C.-130 d.C.) od infine dell'impero Kusana (30-375) sotto l'influenza artistica ellenistica.
La maggior parte delle prime immagini raffiguranti il Buddha (in particolare quelli rappresentati in piedi) sono anepigrafiche, il che rende difficile averne una datazione precisa; la prima immagine conosciuta di Buddha con indicazioni approssimative sulla sua data di composizione ci viene dal "reliquiario Bimaran", che è stato rinvenuto sepolto con le monete del re indo-scita Azes II (ma forse risalenti ad Azes I) indicando in tal modo un termine che va probabilmente dal 30 al 10 a.C., anche se questa data non è indiscussa.
Tale datazione, così come lo stile ellenistico in generale e l'atteggiamento del Buddha sul reliquiario Bimaran (vestito con un himation, un atteggiamento che segue il contrapposto, e la stessa rappresentazione generale) lo renderebbe un possibile lavoro indo-greco, utilizzato in dediche dagli indo-sciti subito dopo la fine del regno indo-greco nella zona di Gandhāra. Dal momento che mostra già una ben sofisticata iconografia (Brahmā e Śakra in qualità di assistenti del Bodhisattva) in uno stile alquanto avanzato, suggerirebbe l'esistenza di rappresentazioni di molto precedenti a quelle che erano in corso in quel mondo, tornando quindi all'ipotesi sul periodo indo-greco (come già asserito da Alfred Foucher (1865-1952) e da altri).

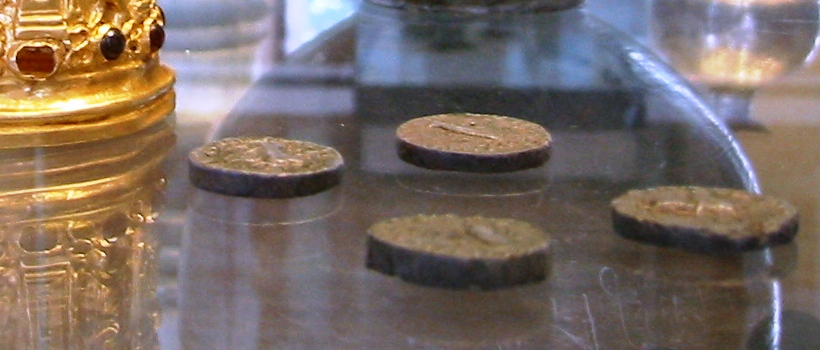
Monete buddiste indo-scite del periodo di Azes I.

I seguenti reperti greco-buddisti ad essere strettamente databili sono di un'epoca piuttosto tarda, come lo "scrigno Kanishka" (120 ca.) e le monete buddiste del regno dello stesso imperatore Kanishka. Queste opere indicano almeno con certezza che la rappresentazione antropomorfa del Buddha era in ogni caso già esistente durante il I secolo.

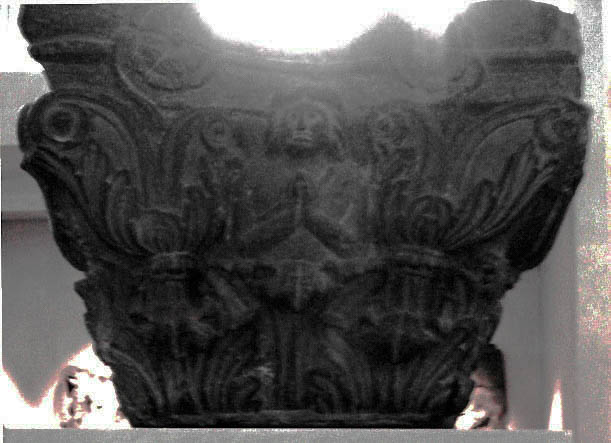
Capitello indo-corinzio proveniente dallo stupa di Butkara, sul fondo del quale è stata rinvenuta una moneta dell'epoca di Azes II, datato 20 a.C. o precedente. Museo civico d'arte antica di Torino.

Da un'altra direzione fonti storiche cinesi e pitture murali presenti nel bacino del Tarim e nella città di Dunhuang descrivono con meticolosa precisione i viaggi dell'esploratore ed ambasciatore cinese Zhang Qian attraverso l'Asia centrale, giungendo in Battriana intorno al 130 a.C.; mentre gli stessi affreschi descrivono l'imperatore Han Wudi (156-87 a.C.) in atto di adorazione davanti a delle statue buddiste. Sebbene non vi sia altra menzione di venerazione di statue rappresentanti Buddha nella letteratura storica cinese gli affreschi murali suggeriscono che tali statue esistessero già nel corso del II secolo a.C. e collegandosi così direttamente al periodo indo-greco.
Successivamente la cronaca storica cinese Hòu Hànshū (Libro degli Han posteriori) descrive l'indagine svolta sul buddismo eseguita attorno al 67 d.C. dall'imperatore Ming di Han (58-75 d.C.); questi mandò un inviato degli Yuezhi nel nordovest dell'India, il quale riportò dipinti e statue buddiste, che confermano pertanto la loro esistenza prima di tale data.
Una tradizione indo-cinese spiega inoltre che Nagasena, noto anche per esser stato l'insegnante buddista del re Menandro I, creò nel 43 a.C. nella città di Pataliputra proprio una statua di Buddha, il cosiddetto Buddha di Smeraldo che è stato poi trasportato in Thailandia.

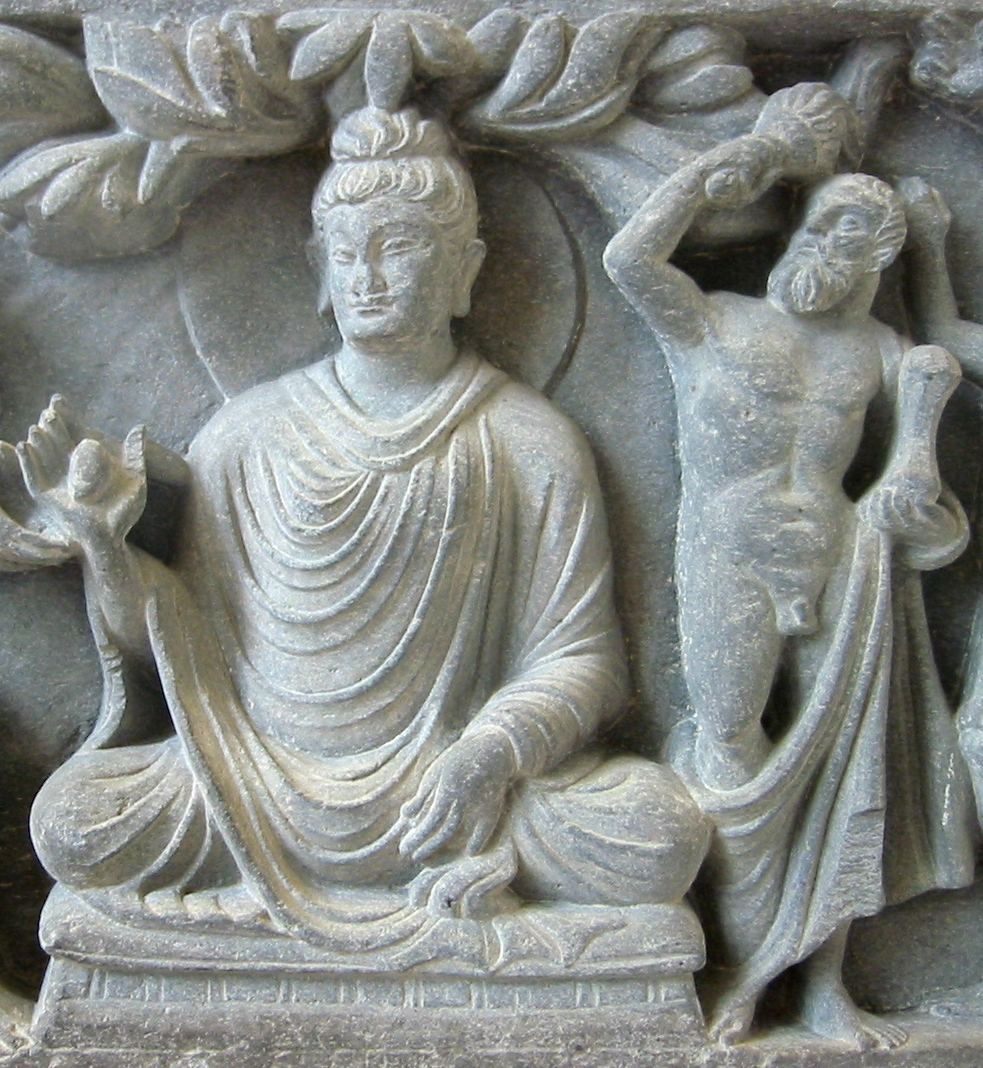
Rappresentazione di Eracle con la clava in mano come Vajrapāṇi, protettore del Buddha. Gandhāra, II secolo (British Museum).

#### Modello artistico
Nell'arte Gandhāra, il Buddha è spesso mostrato sotto la protezione del dio greco Eracle, in piedi con la sua clava (e più tardi con una canna diamante), appoggiato sul braccio. Questa insolita rappresentazione di Eracle è la stessa di quella presente sul retro delle monete di Demetrio, ed è associato esclusivamente a lui (e al figlio Eutidemo II), visto solo sul dorso delle sue monete.
Ben presto, la figura del Buddha è stata costruita entro progetti architettonici, come le colonne corinzie e i fregi. Scene della vita del Buddha sono in genere rappresentate in un ambiente architettonico ellenico, con il protagonista che indossa abiti greci.

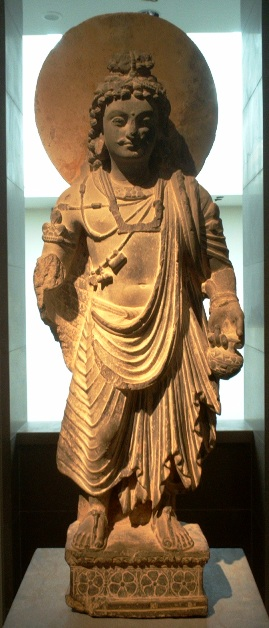
Il bodhsattva Maitreya. II secolo, Gandhāra.

### Dei e Bodhisattva
Le divinità del pantheon della mitologia greca tendono ad essere incorporate nelle rappresentazioni buddiste, mostrando in tal modo un forte senso di sincretismo. In particolare il semidio Eracle (del tipo raffigurato nella monetazione di Demetrio, con la clava appoggiata sul braccio) è stato abbondantemente utilizzato come rappresentazione di Vajrapāṇi, protettore e guida del Buddha).
Tra le altre divinità greche usate con prolificità nell'arte greco-buddista figurano le rappresentazioni di Atlante e del dio dei venti Borea. Atlante nello specifico tende ad esser coinvolto come elemento di sostegno negli elementi architettonici buddisti; Borea è invece diventato il dio del vento giapponese Fūjin proprio tramite l'influenza greco-buddista. La divinità materna Hārītī è stata ispirata da Tiche.
In particolare sotto l'impero Kusana, vi sono anche numerose rappresentazioni di ricchi ornamenti principeschi nella veste del bodhisattva, il tutto in uno stile greco-buddista assai realistico; caratteristico della forma di buddismo Mahāyāna, i bodhisattva vengono raffigurati sotto le sembianze e i tratti dei reali della dinastia Kushan e completati con i loro canonici accessori.

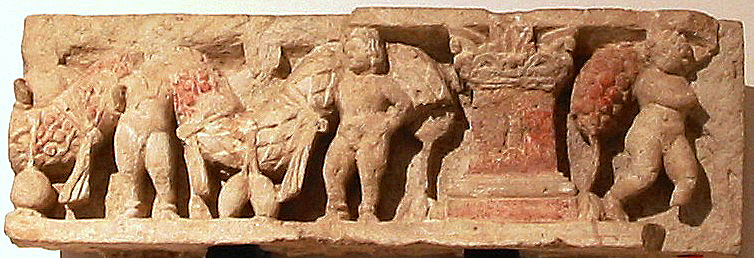
Amorini e ghirlande. I-II secolo, Gandhāra, museo Guimet.

### Amorini
Gli amorini alati o Eroti sono un altro dei motivi più popolari dell'arte greco-buddista. Solitamente essi volano in coppia e sono in possesso di una corona, simbolo greco della vittoria e della regalità del Buddha.
Queste figure, note anche come Apsaras, sono state ampiamente adottate nell'arte buddista, soprattutto nell'Asia Orientale, in forme derivate direttamente dalla rappresentazione greco-buddista. La progressiva evoluzione dello stile può esser meglio compreso nell'arte delle Grotte Kizil e nelle grotte di Mogao nei pressi di Dunhuang.
Non è chiaro se il concetto di amorini volanti sia stato portato in India dall'Occidente, oppure se avesse una sua origine indiana indipendente, anche se lo studioso
John Boardman lo considera un contributo derivante dalla classicità: "Un altro motivo classico che abbiamo trovato in India è la coppia di figure alate librantesi in volo, generalmente chiamate apsaras".
Scene di putti che tengono tra le mani ricche ghirlande, a volte decorate con frutta, è un altro motivo molto popolare nell'arte Gandhāra, direttamente ispirato dall'arte greca; l'unica concessione arte indiana indigena appare nelle cavigliere indossate dagli amorini. Queste scene ritratte hanno avuto un influsso molto ampio per quanto riguarda i templi buddisti presenti ad Amaravati, sulla costa orientale dell'India in Andhra Pradesh, dove gli amorini vengono sostituiti da Yakṣa.

### I devoti
Alcuni fregi greco-buddisti rappresentano gruppi di donatori o devoti, dando spunti interessanti per quel che riguarda l'identità culturale di coloro che hanno partecipato a quel tempo al culto buddista.
Alcuni di questi gruppi, spesso descritti come "rilievi Buner", risalenti solitamente al I secolo d.C., raffigurano personaggi greci in perfetto stile ellenistico, sia nella postura sia nell'esecuzione dell'aspetto e dei capi di abbigliamento indossati (il chitone greco e l'himation). A volte è persino difficile percepire un qualsiasi messaggio religioso vero e proprio dietro l'apparenza. Certe scene potrebbero - col principio del dubbio - raffigurare la presentazione del principe Siddharta Gautama alla sua sposa, mentre potrebbero essere anche solo una scena di festa.
Circa un secolo dopo i fregi cominciano a raffigurare anche devoti Kushan, di solito con il Buddha posizionato quale figura centrale.

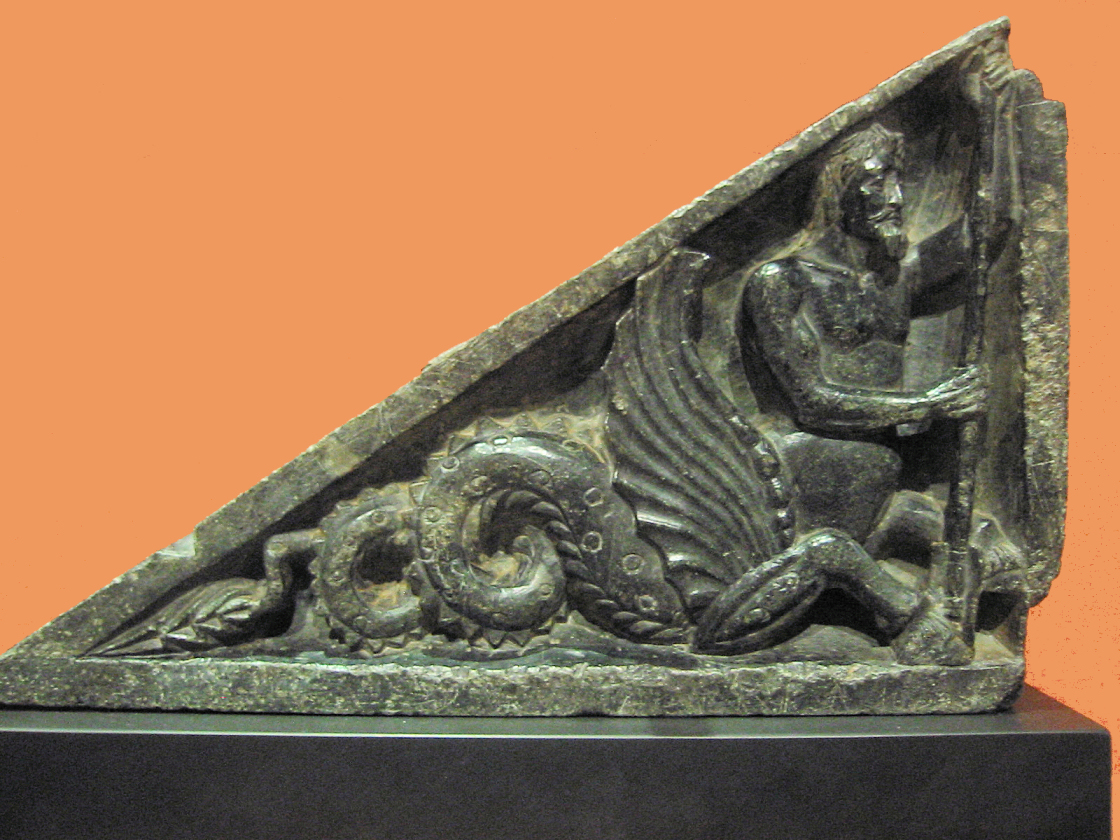
Un ittio-Centauro. II secolo, Gandhāra, Victoria and Albert Museum.

### Animali fantastici
Varie divinità fantastiche animali di origine ellenica sono state utilizzate come elementi decorativi all'interno dei templi buddisti, spesso fregi triangolari in scale o di fronte a degli altari. L'origine di questi motivi si trovano già nell'antica Grecia nel V secolo a.C. e poi nei disegni nei vassoi i profumo di origine greco-battriana come quelli rinvenuti a Sirkap.
Tra gli animali fantastici più popolari vi sono tritoni, centauri ed altri mostri marini come Ketos. Va notato che animali fantastici simili si trovano già negli antichi bassorilievi dell'antico Egitto, potrebbero quindi solo essere stati trasferiti in Battria tramite l'avanzata greca al seguito di Alessandro Magno, per finire poi col giungere in India.
Gli animali fantastici marini avrebbero avuto il compito, nei primi secoli dell'era buddista, di portare in sicurezza le anime dei morti verso un paradiso posto al di là delle grandi distese acquee; tali motivi sono successivamente stati adottati anche nell'arte indiana, dove hanno influenzato la raffigurazione del mostro marino indiano Makara (mitologia indiana) (il vahana cavalcatura di Varuṇa).

## Contributo Kushan
La parte temporalmente successiva dell'arte greco-buddista nel nordovest indiano è solitamente associata con l'impero Kusana. I Kushan erano un popolo nomade che ha iniziato la propria migrazione dal bacino del Tarim in Asia centrale a partire da circa il 170 a.C., finendo per fondare un grande regno nel nordovest della pianura indo- gangetica, dopo esser stato variamente ellenizzato attraverso i suoi contatti ripetuti con i greco-battriani, e più tardi con gli indo-greci (tanto da finir con l'adottare la scrittura greca).
Il regno dei Kushan, centrale nel percorso lungo la via della seta, raccolse con entusiasmo opere d'arte provenienti da tutte le parti del mondo antico, come suggerito dai resti rinvenuti nella loro capitale del nord Bagram, nell'attuale Afghanistan.
I Kushan hanno sponsorizzato il buddismo assieme con le altre fedi di derivazione iranica e indù, e con molta probabilità hanno contribuito al fiorire dell'arte greco-buddista. Le loro monete tuttavia suggeriscono una mancanza di raffinatezza artistica: le rappresentazioni dei loro re, come Kanishka, tendono ad essere grezze (con sproporzioni notevoli nelle loro illustrazioni), mentre l'immagine del Buddha è l'assemblaggio di una statua ellenistica con i piedi grossolanamente rappresentati. Ciò tende ad indicare l'anteriorità delle statue greco-ellenistiche buddiste, utilizzate come modelli, con una successiva corruzione da parte degli artisti kushan.

## Tabella cronologica
| Cronologia ed influenza dell'arte Greco-Buddista | Cronologia ed influenza dell'arte Greco-Buddista                                           | Cronologia ed influenza dell'arte Greco-Buddista                                                   | Cronologia ed influenza dell'arte Greco-Buddista                                                       | Cronologia ed influenza dell'arte Greco-Buddista | Cronologia ed influenza dell'arte Greco-Buddista                                |
| Periodi                                          | Asia settentrionale                                                                        | Asia centrale                                                                                      | Gandhāra                                                                                               | India                                            | Sudest asiatico                                                                 |
| ------------------------------------------------ | ------------------------------------------------------------------------------------------ | -------------------------------------------------------------------------------------------------- | --- | ------------------------------------------------ | ------------------------------------------------------------------------------- |
| V secolo a.C.                                    |                                                                                            | | | Nascita del Buddismo                             |                                                                                 |
| IV secolo a.C.                                   |                                                                                            | Conquista di Alessandro Magno (330 a.C.)                                                           | Conquista di Alessandro Magno (330 a.C.)                                                               | Nascita del Buddismo                             |                                                                                 |
| III-II secolo a.C.                               |                                                                                            | Impero Seleucide (300-250 a.C.) ---------- regno Greco-Battriano (250-125 a.C.) (Arte ellenistica) | Impero Maurya (321-185 a.C.) (Arte aniconica)                                                          | Impero Maurya (321-185 a.C.) (Arte aniconica)    | Introduzione del buddismo in Birmania                                           |
| II-I secolo a.C.                                 | Cina, dinastia Han Prima menzione di statue buddiste portate dall'Asia centrale (120 a.C.) | Impero Seleucide (300-250 a.C.) ---------- regno Greco-Battriano (250-125 a.C.) (Arte ellenistica) | regno Indo-Greco (180-10 a.C.) Simbolismo buddista e proselitismo Free-standing Buddhas (Foucher &al.) | impero Shunga (famiglia) (185-73 a.C.)           |                                                                                 |
| I secolo a.C.                                    | Cina, dinastia Han Prima menzione di statue buddiste portate dall'Asia centrale (120 a.C.) | Yuezhi invasori nomadi, che divennero ellenizzati e propagarono il buddismo                        | regno Indo-Greco (180-10 a.C.) Simbolismo buddista e proselitismo Free-standing Buddhas (Foucher &al.) | Indo-sciti (80-20 CE)                            |                                                                                 |
| I secolo                                         | Inizio ufficiale del Buddismo cinese. Arrivo di statue del Buddha nel 70 d.C..             | Yuezhi invasori nomadi, che divennero ellenizzati e propagarono il buddismo                        | regno indo-parto                                                                                       | Arte di Mathura                                  |                                                                                 |
| I-III secolo                                     | Prima statua conosciuta di Buddha prodotta in Cina (tarda dinastia Han, circa 200 d.C.)    | impero Kusana (10-350)                                                                             | impero Kusana (10-350)                                                                                 | impero Kusana (10-350)                           |                                                                                 |
| IV-VI secolo                                     | Bacino di Tarim Cina Inizio del Buddismo giapponese                                        | Battria                                                                                            | impero Gupta (320-550)                                                                                 | impero Gupta (320-550)                           | Buddismo Mahāyāna Siam, Cambogia e Vietnam                                      |
| VII-XIII secolo                                  | Giappone                                                                                   | Invasione da parte dell'Islam                                                                      | Invasione da parte dell'Islam                                                                          | impero Pala (XI secolo)                          | Sudest asiatico Introduzione della scuola Theravada in Sri Lanka nell'XI secolo |